# Superpuchar Polski 2001
La 15ª edizione della Supercoppa di Polonia  si è svolta il 15 luglio 2001.
Allo stadio Stadion Miejski di Starachowice si scontrano il Wisla Cracovia, vincitore del campionato e il Polonia Varsavia, vincitore della coppa nazionale.
A vincere il trofeo è stato il Wisla Cracovia.

## Tabellino
| Arbitro: | Ryszard Wójcik |

|                                          |           |                                    |
| Pater 19’, 75’ Żurawski 36’ Niciński 87’ | Marcatori | 37’ Pawlak 57’ Bąk 70’ Tarachulski |